# Abolicionismo de la prostitución

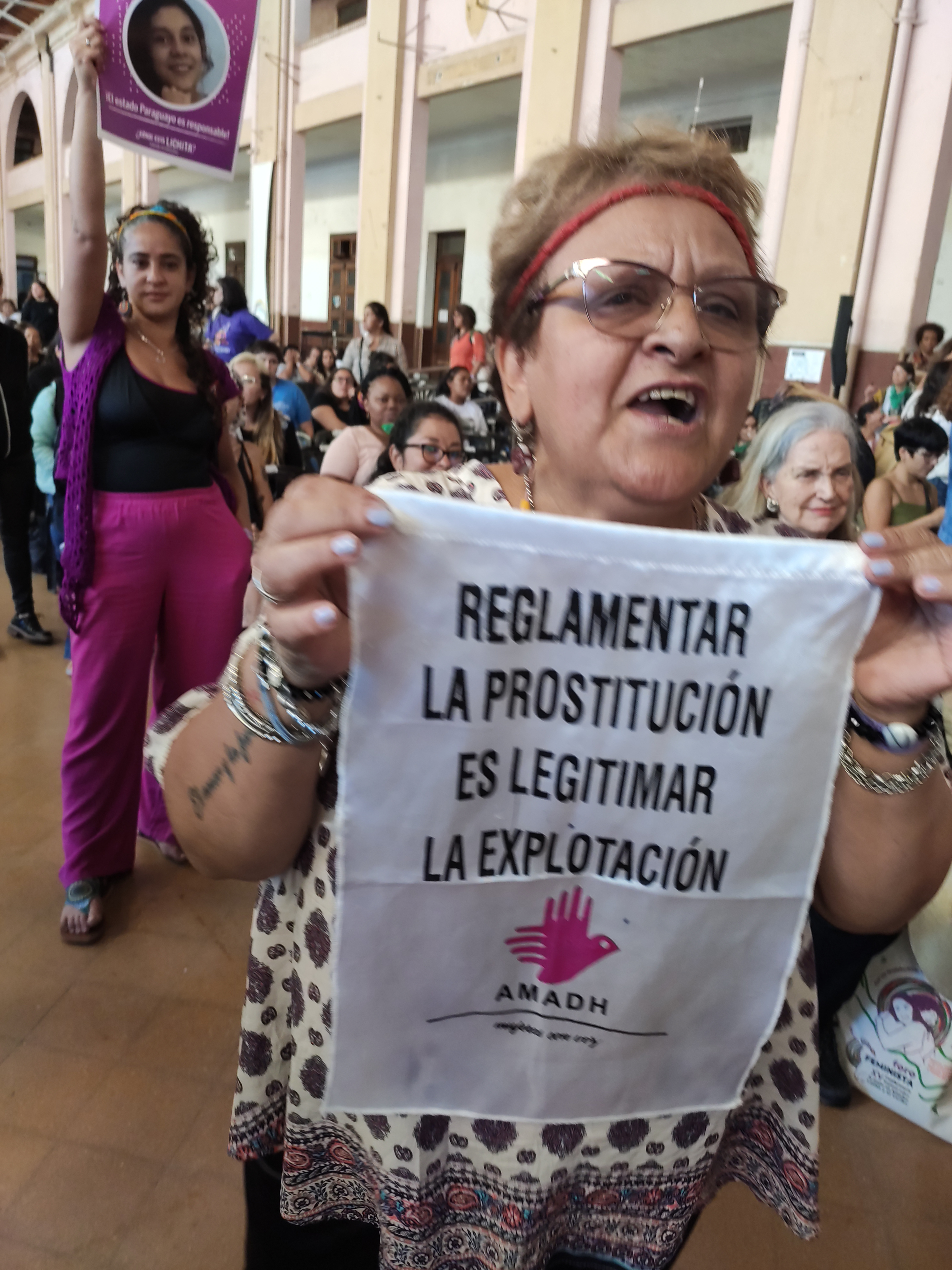
Sobreviviente de la prostitución enarbolando un cartel abolicionista en la XV Conferencia Regional sobre la Mujer de América Latina y el Caribe

El abolicionismo de la prostitución es un modelo teórico jurídico que considera que la prostitución debe ser abolida, es decir, derogada sin vigencia legal, del sistema social como defensa de la dignidad de las personas. Por ese motivo propugna que, con el objetivo de erradicar esa actividad, carezca de reconocimiento en el mundo jurídico. El abolicionismo alienta a los gobiernos a tomar medidas para penalizar la demanda y no a la persona en situación de prostitución. El modelo abolicionista centra su interés en la persona en situación de prostitución, sea varón o mujer o transexual,  prohibiendo las medidas de control administrativo o policial que sobre ellos puedan ejercerse al tiempo que designa como reprochable la conducta del prostituyente, tanto sea proxeneta como cliente. El enfoque abolicionista, que alienta a los gobiernos a tomar medidas para penalizar la demanda y no a la mujer en situación de prostitución, considera la estrecha relación entre las formas criminales de explotación sexual, trata de personas  y prostitución, y cree que los derechos humanos de las mujeres, transexuales o niños son incompatibles con los varones que compran servicios sexuales.
Para el feminismo abolicionista, la prostitución debe ser abolida, es decir, erradicada, no prohibida, porque es una institución patriarcal basada en la desigualdad entre varones y mujeres. Esta corriente teórica considera que la explotación sexual y la prostitución son fenómenos inescindibles. Considera a la prostitución como un sistema de opresión sexista, racista y clasista. Se opone a la constante represión policial que sufren las mujeres que la ejercen y a la desaparición de mujeres, secuestradas por redes de trata con fines de explotación sexual. Considera especialmente a la trata como una seria violación de los derechos humanos y que la mayoría de las personas en situación de prostitución son víctimas de la trata.

## Explotación y violencia en la prostitución
Investigaciones realizadas en todo el mundo muestran que las personas que se prostituyen están expuestas a un alto riesgo de violencia física y riesgo de ser asesinadas. Los estudios, además, muestran que la mayoría de las prostitutas han experimentado abuso sexual infantil, graves formas de violencia al ejercer la prostitución y sufren de trastorno por estrés postraumático con un nivel de severidad comparable al de los veteranos de guerra.
 Una investigación realizada en la Universidad de California, San Francisco, en el año 2019,  concluyó que los varones clientes de la prostitución eran más propensos que los varones no compradores sexuales de cometer todo tipo de delitos incluyendo uso de armas, abuso de sustancias y delitos de violencia contra la mujer. Investigaciones realizadas en Canadá, Colombia, Alemania, México, Sudáfrica, Tailandia, Turquía, los Estados Unidos y Zambia mostraron que los actos de violencia, como violaciones, golpes, torturas, humillaciones, acoso, insultos, degradaciones, eran algo normal en la prostitución. Estas investigaciones concluyen que la prostitución es una forma de violencia que resulta en beneficio económico solo para quienes venden a las mujeres, niños o niñas. Es por eso que el abolicionismo considera a la prostitución en sí misma una forma extrema de violencia que debería ser eliminada.

## Trata de blancas y prostitución forzada
La Declaración de Viena sobre la eliminación de la violencia contra la mujer, aprobada por la Organización de Naciones Unidas en 1993, reconoce la prostitución forzada como una forma de violencia contra las mujeres. La trata de personas se ha vuelto un tema prioritario para la Organización Internacional para las Migraciones (OIM), ya que las cifras conocidas dicen que hay cientos de miles de mujeres y niñas que son víctimas de la trata para explotación sexual a través de fronteras internacionales.
La Convención sobre la Eliminación de Todas las Formas de Discriminación contra la Mujer sostiene, en su artículo 6, que los estados partes deberá tomar todas las medidas apropiadas, incluso de carácter legislativo, para suprimir todas las formas de trata de mujeres y explotación en la prostitución de la mujer. Considera que la trata de mujeres y la prostitución forzada son formas de violencia contra las mujeres. Sostiene que las causas fundamentales de la trata con fines de explotación sexual están directamente vinculadas al sistema social de la prostitución. Que la prostitución y la explotación sexual generan el tráfico de personas.  También se afirma que los perpetradores gozan de una impunidad generalizada y que las mujeres son objeto de formas extremas de violencia. Por eso proponen desalentar la demanda sexual como forma de prostitución para desmantelar el sistema que utiliza a las mujeres en situación de vulnerabilidad.
El Convenio para la represión de la trata de personas y de la explotación de la prostitución ajena de Organización de las Naciones Unidas (ONU) establece que los estados no tienen potestad para controlar, perseguir, someter a exámenes médicos, registrar o cobrar impuestos a las personas que estén en situación de prostitución y sí están obligados a perseguir a proxenetas y tratantes, como a generar políticas públicas para quienes quieran salir de la prostitución. También establece que se comprometen a castigar a toda persona que, para satisfacer las pasiones de otra, aun con el consentimiento de tal persona.
El abolicionismo comparte estas ideas y por eso pretende que se persiga al proxenetismo, tanto individual como organizado, es decir, tanto la relación prostituta/chulo como las casas de citas, prostíbulos, burdeles, pero no a las mujeres en situación de prostitución o a la prostitución en sí,aunque esto depende del modelo, siendo el modelo abolicionista sueco el que persigue la demanda de prostitución y también persigue tanto el proxenetismo coactivo (con violencia) como el proxenetismo no coactivo (sin violencia).
En todos los países la mayoría de las prostitutas suelen ser inmigrantes. En España, el 90 % son extranjeras. Como el crimen organizado funciona de manera internacional y no todos los países de Europa son abolicionistas, por ejemplo, cuando se aprobó la ley abolicionista en Francia en 2016, aumentó el número de prostitutas en Alemania, sobre todo en las fronteras con Francia.
A fines de los años '70 había alrededor de 3.000 mujeres en situación de prostitución en Suecia. En 1977,  se explotaban más de 500 burdeles, con el nombre de clubes eróticos o  centros de masajes. Ese mismo año el mismo año se fundó la Comisión de Investigación sobre la Prostitución. En 2010, Estocolmo, una ciudad con 1.300.000 habitantes, había 200 personas en situación de prostitución callejera mientras que en Amsterdam, una ciudad con 750.000 habitantes, donde la prostitución está legalizada, el número de mujeres en situación de prostitución se calcula en 35.000.
Las investigaciones del NOA (Nationella operativa avdelningen) de Suecia demuestran que  la prostitución en Suecia no se ha incrementado desde la implementación de la prohibición y la prostitución en las calles se redujo a la mitad. Lo mismo afirma la a ministra de Justicia y Asuntos Internos de Suecia, Beatrice Ask.
Las estadísticas del gobierno muestran que Suecia que ha logrado bajar la actividad del comercio sexual.Las estadísticas de la Policía Criminalística Nacional muestran que la prohibición ejerce un importante obstáculo para que los tratantes de mujeres con fines de explotación sexual quieran establecerse en Suecia. Los desincentiva el hecho de que no hay mercado o el mercado es muy pequeño. Suecia ya no es un mercado y no hay inmigrantes o mujeres extranjeras que estén siendo traficadas desde otros países hacia Suecia para el comercio sexual, como suicede en la mayor parte de los países europeos.

## Diferencias entre modelos
Existen diferentes modelos jurídicos para la prostitución, por ejemplo, el prohibicionismo, el abolicionismo, el reglamentarismo y el regulacionismo. A su vez el abolicionismo puede ser radical, clásico o mixto.
El prohibicionismo suprime penalmente la prostitución y la considera un delito. El prohibicionismo, liderado por cristianos que defienden el concepto de la familia cristiana, es una corriente moralista conservadora anti-prostitución que considera que la prostitución es un pecado que atenta contra la noción de familia occidental y cristiana. Suprime la prostitución oficializada o estatal,  impone una condena moral a las prostitutas y supone la criminalización de las mismas. La moral sexual católica condena la prostitución por pecaminosa, tanto para la mujer como para el varón prostituyente o cliente, ya que peca también quien paga por obtener placer sexual de otro. La prostitución es considerada un desorden moral grave, porque cuando alguien vende su cuerpo, «vende su alma».  Es un criminal todo aquel que busca los servicios de una prostituta. «La prostitución no solo destruye vidas, matrimonios y familias, sino que también destruye el espíritu y el alma de una manera que conduce a la muerte física y espiritual».  Si la prostitución es considerada una actividad inmoral, es un vicio al cual el estado debe prohibir y las prostitutas, no sus clientes, deben ir a la cárcel. 
El  abolicionismo radical, a diferencia del prohibicionismo, no toma en cuenta el criterio moral, sino que enfatiza el punto de vista de la prostituta como víctima de la dominación sexual masculina.  La prostituta no debe ser castigada sino resocializada. ONGs como la Asociación para la Prevención, Reinserción y Atención a la Mujer Prostituida se ocupan de estos temas.
El modelo sueco es el mejor ejemplo de abolicionismo radical. Hasta ahora, mostró que cuando los compradores se arriesgan a ser castigados, el número de varones que compran personas prostituidas disminuye y los mercados locales de la prostitución se vuelven menos lucrativos. La ley sueca considera que la prostitución es un mecanismo de opresión y de objetivación de la mujer. Según una investigación en Suecia, solicitada por el gobierno sueco, las mujeres en situación de prostitución vivían inmersas en un mundo de violencia y opresión, de drogas y de crímenes, de poder y de sujeción. Según el informe de evaluación de la Ley de abolición de la prostitución de 2016 en Francia, publicado en 2020 con entrevistas a todos los implicados en la aplicación de la ley (prefectos, policías, fiscales, delegados de los derechos de la mujer, asociaciones de base, grupos de presión, ONGs,  trabajadores de la Justicia y de asuntos sociales),  donde se aplica el modelo abolicionista radical la ley funciona y disminuye la trata de personas. El abolicionismo radical cree que las mujeres que se prostituyen de forma voluntaria son una minoría demasiado pequeña.  La Oficina de Naciones Unidas contra la Droga y el Delito (UNODC) afirma que en Europa, una de cada siete así llamadas «trabajadoras sexuales» han sido esclavizadas en la prostitución a consecuencia de la trata de personas.
El abolicionismo clásico, no impone una condena moral a las mujeres en situación de prostitución. Este abolicionismo cuestiona la estigmatización de las mujeres en situación de prostitución por considerar que vulnera sus derechos, y critica los aspectos de misoginia y opresión de esta actividad en la cual generalmente mujeres y niñas son objetos y varones son clientes.
El abolicionismo mixto es moderado porque asume que la prostitución es una realidad, y diferencia prostitución voluntaria de trata y busca garantizar los derechos de las mujeres en situación de prostitución. Considera que hay que desalentar la demanda sexual, 
apoya la criminalización del cliente, con la idea de controlar al consumidor  - «sin cliente no hay putas» es el eslogan - pero cuestiona las deficiencias del sistema penal. No criminaliza a la mujer que llega a prostituirse, señala la importancia de garantizar los derechos de las mujeres en situación prostitución y propone distinguir la trata de personas de la prostitución supuestamente voluntaria, sin ignorar ni minimizar los efectos negativos de la prostitución y su importancia en la economía tanto individual como social. Esta corriente jurídica cree que la prostitución en sí misma es una actividad indeseable pero que no es razonable perseguir a quienes salen más perjudicadas y son explotadas por otros para satisfacer sus deseos.
El reglamentarismo,  en cambio, utiliza un sistema de control sanitario y policial, que es ejercido únicamente sobre las prostitutas y no sobre los clientes consumidores, con el objetivo de prevenir contagios masivos de enfermedades venéreas. La prostitución es permitida en ciertas zonas delimitadas.
El regulacionismo  defiende la prostitución como un trabajo, reclamando para quienes la ejercen los mismos derechos que cualquier trabajador y el reconocimiento de sus necesidades específicas, por ejemplo, una atención médica adaptada. Como el modelo neozelandés, que reconoce la prostitución como un trabajo y establece medidas protectoras sin obligar a las profesionales del sexo a registrarse como tal.
Sostiene que la industria del sexo no es sinónimo de misoginia ni de desigualdad sexual y que las mujeres ingresan voluntariamente en la prostitución. Considera que la ausencia de regulación es lo que, en realidad, genera clandestinidad y que es ésta la que expone a las llamadas trabajadoras sexuales a encontrarse más vulnerables frente a las diversas formas de violencia y opresión. El regulacionismo quiere que la prostitución sea considerado un trabajo como cualquier otro y que las prostitutas gocen de derechos como cobertura médica y jubilación, como cualquier trabajador.  Para la noción de prostitución en términos de trabajo sexual, el varón consumidor de prostitución se presenta como un sujeto desexualizado y desprovisto de género, igual que cualquier otro servicio. Organizaciones como Ammar, Colectivo Hetaira y OTRAS sostienen esta postura.
El regulacionismo cuestiona al abolicionismo porque considera que lo que llaman trabajo sexual está mal visto por un tema moral, de puritanismo y que negarle a la actividad su condición y dignidad de trabajo es una violencia simbólica contra las mujeres que eligen vivir libremente su sexualidad. Los que apoyan el regulacionismo insisten en la capacidad de las mujeres de decidir libremente sobre lo que quieren hacer con su cuerpo y sobre su sexualidad, que el trabajo sexual es voluntario y la mujer decide en total libertad del uso que quiere hacer de su cuerpo, que no todo trabajo sexual es trabajo forzado, mientras que los abolicionistas consideran que el acuerdo para vender sexo nunca puede ser voluntario y que, por lo tanto, la prostitución en general equivale a la explotación sexual. El regulacionismno busca la despenalización del trabajo sexual.
El abolicionismo se opone al regulacionismo, además, porque considera que potencia la trata de personas. Un estudio en 150 países demostró que aquellos en los cuales la prostitución estaba legalizada y regulada por el estado, se potenciaba la trata de personas para explotación sexual. Considera que el regulacionismo no toma en cuenta la coerción o la manipulación y que cree ingenuamente que la prostitución es una elección voluntaria de la mujer o persona (varón, travesti, transexual etc) sin tomar en cuenta su vulnerabilidad o falta oportunidades. Considera, además, que la demanda genera más trata de personas.

## Teoría: la prostitución como explotación
El abolicionismo de la prostitución es un modelo teórico jurídico que considera que la prostitución debe ser abolida, es decir, derogada sin vigencia legal, del sistema social como defensa de la dignidad de las personas. Por ese motivo propugna que, con el objetivo de erradicar esa actividad, carezca de reconocimiento en el mundo jurídico. El abolicionismo alienta a los gobiernos a tomar medidas para penalizar la demanda y no a la mujer en situación de prostitución. El modelo abolicionista centra su interés en la persona en situación de prostitución, sea varón o mujer o transexual,  prohibiendo las medidas de control administrativo o policial que sobre ellos puedan ejercerse al tiempo que designa como reprochable la conducta del prostituyente, tanto sea proxeneta como cliente. El enfoque abolicionista, que alienta a los gobiernos a tomar medidas para penalizar la demanda y no a la mujer en situación de prostitución, considera la estrecha relación entre las formas criminales de explotación sexual, trata de personas  y prostitución, y cree que los derechos humanos de las mujeres, transexuales o niños son incompatibles con los varones que compran servicios sexuales.
Investigaciones realizadas en todo el mundo muestran que las personas que se prostituyen están expuestas a un alto riesgo de violencia física y riesgo de ser asesinadas. Los estudios, además, muestran que la mayoría de las prostitutas han experimentado abuso sexual infantil, graves formas de violencia al ejercer la prostitución y sufren de trastorno por estrés postraumático con un nivel de severidad comparable al de los veteranos de guerra. En un estudio que entrevistó a 854 personas en situación de prostitución "voluntaria" en 9 países (Alemania, Canadá, Colombia, Estados Unidos, México, Sudáfrica, Tailandia, Turquía y Zambia), se encontró que el 71 % de los entrevistados fue agredido físicamente ejerciendo la prostitución, el 63 % fue violado, el 89 % querían escapar de la prostitución pero no tenían otras opciones para sobrevivir, el 75 % había estado sin hogar en algún momento de su vida y que el 68 % cumplía los criterios para el trastorno de estrés postraumático.  Una investigación realizada en la Universidad de California, San Francisco, en el año 2019,  concluyó que los varones clientes de la prostitución eran más propensos que los varones no compradores sexuales de cometer todo tipo de delitos incluyendo uso de armas, abuso de sustancias y delitos de violencia contra la mujer. Investigaciones realizadas en Canadá, Colombia, Alemania, México, Sudáfrica, Tailandia, Turquía, los Estados Unidos y Zambia mostraron que los actos de violencia, como violaciones, golpes, torturas, humillaciones, acoso, insultos, degradaciones, eran algo normal en la prostitución. Estas investigaciones concluyen que la prostitución es una forma de violencia que resulta en beneficio económico solo para quienes venden a las mujeres, niños o niñas. Es por eso que el abolicionismo considera a la prostitución en sí misma una forma extrema de violencia que debería ser eliminada.

### Dominio masculino sobre las mujeres
Algunas feministas que se oponen a la prostitución están de acuerdo en que la liberación sexual para las mujeres fuera de la prostitución es importante en la lucha por la igualdad de género pero dicen que es crucial que la sociedad no reemplace una visión patriarcal sobre la sexualidad femenina —por ejemplo, que las mujeres no deben tener relaciones sexuales fuera del matrimonio o casual, que el sexo es vergonzoso para una mujer, etc.— con otro punto de vista opresivo y patriarcal similar —la aceptación de la prostitución, una práctica sexual basada en una construcción de la sexualidad altamente patriarcal, que el placer sexual de una mujer es irrelevante, que su único papel durante el sexo es someterse a las demandas sexuales del hombre, que el sexo debe ser controlado por el hombre y que la respuesta y la satisfacción de la mujer son irrelevantes. Estas feministas argumentan que la liberación sexual para las mujeres no puede lograrse mientras normalicemos prácticas sexuales desiguales donde un hombre domina a una mujer.(MacKinnon, 2009)
Tales feministas ven la prostitución como una forma de dominio masculino sobre las mujeres, ya que el cliente tiene relaciones sexuales con una mujer que no lo disfruta y que puede estar haciendo un tremendo esfuerzo psicológico para disociarse mentalmente del cliente. Dicen que el acto de prostitución no es un acto sexual mutuo e igualitario ya que coloca a la mujer en una posición subordinada, reduciéndola a un mero instrumento de placer sexual para el cliente. Estas feministas creen que muchos clientes usan los servicios de prostitutas porque disfrutan del "viaje de poder" que deriva del acto y del control que tienen sobre la mujer durante la actividad sexual.(MacKinnon, 2009)
La prostitución es vista por estas feministas como el resultado de un orden social patriarcal que subordina las mujeres a los hombres y donde la desigualdad entre los géneros está presente en todos los aspectos de la vida. Estas feministas creen que la prostitución es muy perjudicial para la sociedad, ya que refuerza la idea de que las mujeres son objetos sexuales que existen para el disfrute de los hombres, que pueden ser "compradas" y que pueden ser "utilizadas" únicamente para la gratificación sexual de los hombres. Las abolicionistas argumentan que cuando una sociedad acepta la prostitución, envía el mensaje de que es irrelevante cómo se siente la mujer durante el sexo o cuáles serán las consecuencias del sexo para ella, y que es aceptable que un hombre participe en actividades sexuales con una mujer que no lo disfruta y que podría forzarse mental y emocionalmente para poder sobrellevar la situación; la normalización de tales encuentros sexuales unilaterales puede afectar negativamente la forma en que los hombres se relacionan con las mujeres en general y puede aumentar la violencia sexual contra las mujeres.(MacKinnon, 2009).

### Una consecuencia y correlación de la violencia contra las mujeres
Algunas feministas, en particular muchas que apoyan la abolición de la prostitución, ven la venta de sexo como un posible efecto posterior de la violencia contra las mujeres. Quienes apoyan esta posición citan estudios de violencia experimentada por mujeres en la prostitución antes de ingresar a la prostitución. La mayoría (60 % a 70 %) fueron abusadas sexualmente cuando eran niñas, 65 % fueron violadas, la mayoría antes de los 15 años, y muchas mujeres jóvenes y niñas ingresan a la prostitución directamente de la atención estatal, al menos en Inglaterra, Noruega, Australia y Canadá.
Los abolicionistas de la prostitución también citan similitudes entre la prostitución y la violencia contra las mujeres. Farley, Lynne y Cotton (2005) sostienen que la prostitución se parece más a una agresión porque involucra de manera similar un patrón de comportamiento coercitivo y de control —por parte de proxenetas, procuradores y traficantes, así como clientes— que resulta en el control de las mujeres en la prostitución. La investigación realizada por Giobbe  (2005) encontró similitudes en el comportamiento de proxenetas y agresores, en particular, mediante el uso de aislamiento social forzado, amenazas, intimidación, abuso verbal y sexual, actitudes de propiedad y violencia física extrema. Algunas prostitutas sostienen que la prostitución tiene similitudes con la violación porque es una forma de sexualidad que está totalmente controlada por el cliente, ya que la violación es una forma de sexualidad en la que el violador controla la interacción, sin tener en cuenta los deseos, el bienestar físico o dolor emocional de la víctima.(Whisnant y Stark, 2004)

### La naturaleza racista y clasista de la prostitución
Las abolicionistas adoptan un enfoque interseccional para comprender las relaciones de poder involucradas en la prostitución. Es decir, consideran que la prostitución está atravesada por múltiples formas de poder social opresivo, no solo por el sexismo contra las mujeres. Algunos analistas sobre temas de derechos humanos relacionados con la prostitución, como Sigma Huda en su informe para la Comisión de Derechos Humanos de las Naciones Unidas, también adoptan este enfoque:

65. Por definición, la prostitución aúna en una sola interacción dos formas de poder social (el sexo y el dinero): en ambas esferas (la sexualidad y la economía) el hombre ostenta sobre la mujer un gran poder de forma sistemática.  En la prostitución, estas diferencias de poder se funden en un acto que asigna y reafirma a la vez la función social dominante del hombre subordinando socialmente a la mujer.

66. La demanda de sexo comercial suele además basarse en diferencias de poder social relacionadas con la raza, la nacionalidad, la casta y el color de la piel.
Informe de la Relatora Especial sobre los derechos humanos de las víctimas de la trata de personas, especialmente mujeres y niños, Sra. Sigma Huda

En todos los países la mayoría de las prostitutas suelen ser inmigrantes. En España, el 90 % son extranjeras. Como el crimen organizado funciona de manera internacional y no todos los países de Europa son abolicionistas, por ejemplo, cuando se aprobó la ley abolicionista en Francia en 2016, aumentó el número de prostitutas en Alemania, sobre todo en las fronteras con Francia.

Tanto la Plataforma Estatal de Organizaciones de Mujeres por la Abolición de la Prostitución (PAP) y la Asociación para la Prevención, Reinserción y Atención a la Mujer Prostituida (APRAMP), se han posicionado a favor del modelo nórdico (abolicionismo sueco), argumentando que la prostitución debe ser abolida porque las mujeres no la ejercen libremente. Rocio Nieto de APRAMP opina en este sentido:
[¿Por qué están a favor de abolir la prostitución en vez de regularla?].
Porque no son mujeres libres, nos lo dicen diariamente. Ellas lo que quieren es salir de ahí. No nos dicen que lo hacen porque quieren. Yo estoy en la línea de la abolición porque en los países que la han impuesto, como Suecia, se ha visto que las que están en una situación de trata están protegidas por el Gobierno. No hay que convertirlo en un objeto de consumo más, la mujer no es un objeto.

## Diferencias entre modelos jurídicos
Existen diferentes modelos jurídicos para la prostitución, por ejemplo, el prohibicionismo, el abolicionismo,  el reglamentarismo y el regulacionismo. A su vez el abolicionismo puede ser radical, clásico o mixto.

### Prohibicionismo
El prohibicionismo suprime penalmente la prostitución y la considera un delito. El prohibicionismo, liderado por cristianos que defienden el concepto de la familia cristiana, es una corriente moralista conservadora anti-prostitución que considera que la prostitución es un pecado que atenta contra la noción de familia occidental y cristiana. Suprime la prostitución oficializada o estatal,  impone una condena moral a las prostitutas y supone la criminalización de las mismas. La moral sexual católica condena la prostitución por pecaminosa, tanto para la mujer como para el varón prostituyente o cliente, ya que peca también quien paga por obtener placer sexual de otro. La prostitución es considerada un desorden moral grave, porque cuando alguien vende su cuerpo, «vende su alma».  Es un criminal todo aquel que busca los servicios de una prostituta.«La prostitución no sólo destruye vidas, matrimonios y familias, sino que también destruye el espíritu y el alma de una manera que conduce a la muerte física y espiritual». Si la prostitución es considerada una actividad inmoral, es un vicio al cual el estado debe prohibir y las prostitutas, no sus clientes, deben ir a la cárcel.

2355 La prostitución atenta contra la dignidad de la persona que se prostituye, puesto que queda reducida al placer venéreo que se saca de ella. El que paga peca gravemente contra sí mismo: quebranta la castidad a la que lo comprometió su bautismo y mancha su cuerpo, templo del Espíritu Santo (cf 1 Co 6, 15-20). La prostitución constituye una lacra social. Habitualmente afecta a las mujeres, pero también a los hombres, los niños y los adolescentes (en estos dos últimos casos el pecado entraña también un escándalo). Es siempre gravemente pecaminoso dedicarse a la prostitución, pero la miseria, el chantaje, y la presión social pueden atenuar la imputabilidad de la falta.

### Abolicionismo radical
El abolicionismo radical, a diferencia del prohibicionismo, no toma en cuenta el criterio moral, sino que enfatiza el punto de vista de la prostituta como víctima de la dominación sexual masculina.  La prostituta no debe ser castigada sino resocializada. ONGs como la Asociación para la Prevención, Reinserción y Atención a la Mujer Prostituida se ocupan de estos temas. La idea es que los mercados dependen de los compradores para que funcionen y proponen reprimir a quienes se auto-atribuyeron el derecho de comprar el cuerpo de otras personas y usarlos para satisfacción propia.
El modelo sueco es el mejor ejemplo de abolicionismo radical. Hasta ahora, mostró que cuando los compradores se arriesgan a ser castigados, el número de varones que compran personas prostituidas disminuye y los mercados locales de la prostitución se vuelven menos lucrativos. La ley sueca considera que la prostitución es un mecanismo de opresión y de objetivación de la mujer. Según una investigación en Suecia, solicitada por el gobierno sueco, las mujeres prostituidas o en situación de prostitución vivían inmersas en un mundo de violencia y opresión, de drogas y de crímenes, de poder y de sujeción. Según el informe de evaluación de la Ley de abolición de la prostitución de 2016 en Francia, publicado en 2020 con entrevistas a todos los implicados en la aplicación de la ley (prefectos, policías, fiscales, delegados de los derechos de la mujer, asociaciones de base, grupos de presión, ONGs,  trabajadores de la Justicia y de asuntos sociales),  donde se aplica el modelo abolicionista radical la ley funciona y disminuye la trata de personas. El abolicionismo radical cree que las mujeres que se prostituyen de forma voluntaria son una minoría demasiado pequeña.  La Oficina de Naciones Unidas contra la Droga y el Delito (UNODC) afirma que en Europa, una de cada siete así llamadas «trabajadoras sexuales» han sido esclavizadas en la prostitución a consecuencia de la trata de personas.

### Abolicionismo clásico
El abolicionismo clásico, no impone una condena moral a las mujeres en situación de prostitución. Este abolicionismo cuestiona la estigmatización de las mujeres en situación de prostitución por considerar que vulnera sus derechos, y critica los aspectos de misoginia y opresión de esta actividad en la cual generalmente mujeres y niñas son objetos y varones son clientes. Como ejemplo de este tipo de abolicionismo, Sonia Sánchez y Alika Kinan son dos activistas argentinas que estuvieron en situación de prostitución.

### Abolicionismo mixto o moderado
El abolicionismo mixto es moderado porque asume que la prostitución es una realidad, y diferencia prostitución voluntaria de trata y busca garantizar los derechos de las mujeres en situación de prostitución. Considera que hay que desalentar la demanda sexual, 
apoya la criminalización del cliente, con la idea de controlar al consumidor  —«sin cliente no hay putas» es el eslogan—, pero cuestiona las deficiencias del sistema penal. No criminaliza a la mujer que llega a prostituirse, señala la importancia de garantizar los derechos de las mujeres en situación prostitución y propone distinguir la trata de personas de la prostitución supuestamente voluntaria, sin ignorar ni minimizar los efectos negativos de la prostitución y su importancia en la economía tanto individual como social. Esta corriente jurídica cree que la prostitución en sí misma es una actividad indeseable pero que no es razonable perseguir a quienes salen más perjudicadas y son explotadas por otros para satisfacer sus deseos.

### Reglamentarismo
El reglamentarismo,  en cambio, utiliza un sistema de control sanitario y policial, que es ejercido únicamente sobre las prostitutas y no sobre los clientes consumidores, con el objetivo de prevenir contagios masivos de enfermedades venéreas. La prostitución es permitida en ciertas zonas delimitadas.

Aspectos policiales (erradicación de elementos potenciales de desorden social) y sobre todo médicos (preocupación creciente de los higienistas ante el gran miedo de las enfermedades venéreas) confluyeron en la gestación de tal normativa, y el prostíbulo reglamentado vino a ser el resultado de un compromiso estratégico entre Familia y Estado, en una sociedad de vigilancia y disciplina social.

### Regulacionismo
El regulacionismo sostiene que la industria del sexo no es sinónimo de misoginia ni de desigualdad sexual y que las mujeres ingresan voluntariamente en la prostitución. Considera que la ausencia de regulación es lo que, en realidad, genera clandestinidad y que es ésta la que expone a las llamadas trabajadoras sexuales a encontrarse más vulnerables frente a las diversas formas de violencia y opresión. El regulacionismo quiere que la prostitución sea considerado un trabajo como cualquier otro y que las prostitutas gocen de derechos como cobertura médica y jubilación, como cualquier trabajador.
Organizaciones como Ammar, Colectivo Hetaira y OTRAS sostienen esta postura.
El regulacionismno busca la despenalización del trabajo sexual. El abolicionismo se opone al regulacionismo porque considera que potencia la trata de personas. Un estudio en 150 países demostró que aquellos en los cuales la prostitución estaba legalizada y regulada por el estado, se potenciaba la trata de personas para explotación sexual. Considera que el regulacionismo no toma en cuenta la coerción o la manipulación y que cree ingenuamente que la prostitución es una elección voluntaria de la mujer o persona (varón, travesti, transexual etc) sin tomar en cuenta su vulnerabilidad o falta oportunidades. Considera, además, que la demanda genera más trata de personas.
El regulacionismo]  defiende la prostitución como un trabajo, reclamando para quienes la ejercen los mismos derechos que cualquier trabajador y el reconocimiento de sus necesidades específicas, por ejemplo, una atención médica adaptada. El abolicionismo también es opuesto a la despenalización de la prostitución (modelo neozelandés), reconoce la prostitución como un trabajo y establece medidas protectoras sin obligar a las profesionales del sexo a registrarse como tal.

### Antecedentes históricos
En 1840, Flora Tristán denunció en un capítulo titulado Mujeres Públicas de su libro Paseos por Londres el funcionamiento de las redes de proxenetas y burdeles de Londres. Describió amargamente las vejaciones, maltratos y denigrantes condiciones de vida de miles de mujeres jóvenes y niñas. Alejadas de sus familias, eran retenidas en los burdeles; primero los importantes y, a medida que su salud se resentía, eran trasladadas a otros de más baja categoría. Menos de diez años después, morían a causa de múltiples enfermedades.
Tristán entiende a la prostitución como la «más horrorosa de las plagas que produce la desigual repartición de los bienes de este mundo» haciendo culpables a los industriales de la época y su hipócrita moral corrompida por la riqueza generada por el nuevo modelo económico liberal y descriminalizando a las prostitutas. «¡Por ello, que esta monstruosidad sea imputada a vuestro estado social y que la mujer sea absuelta!»
La propuesta de Tristán se aleja tanto del prohibicionismo como del regulacionismo:

Por lo demás, la prohibición de la ley es absurda; porque siendo la prostitución un resultado forzoso de la organización de las sociedades europeas, a disminuir más bien la intensidad de las causas que la provocan a reglamentar su uso es a lo que actualmente deben tender los gobiernos.

El objetivo de los activistas abolicionistas era la disminución de la demanda artificial de sexualidad comercializada. La adopción por la Asamblea General de las Naciones Unidas del 2 de diciembre de 1949 de la Convención sobre la Prevención de la Trata de Personas y la Explotación de Otros y el cierre de burdeles ha sido considerada, entre otras cosas, como resultado de los esfuerzos transnacionales de los abolicionistas desde fines del siglo XIX.
El objetivo de la Convención era prevenir la trata internacional con fines de prostitución y trabajo sexual, e incluye un artículo considerado abolicionista porque persigue la prostitución voluntaria (artículo 1)(Dolinsek, 2016). La presencia de este artículo abolicionista ha provocado el rechazo de la mayoría de países al Convenio de 1949, siendo ratificado únicamente por 9 estados. En contraste, el Protocolo de Tráfico (2000), que también persigue la trata pero sin incluir medidas abolicionistas, ha sido ratificado por 171 estados.
El movimiento abolicionista propiamente dicho nace de la reacción a la alineación del Reino Unido sobre la regulación higienista de la prostitución como en Francia, por medio de las Contagious Diseases Acts, en la década de 1860. En 1869, bajo la dirección de Josephine Butler, se organiza un movimiento de mujeres de inspiración cristiana que condena la reglamentación: la Ladies National Association for the Repeal of the Contagious Diseases Acts
Estos edictos decretaban que las prostitutas podían ser detenidas y obligadas a someterse a exámenes médicos obligatorios. Esta reglamentación estaba orientada a combatir las enfermedades de transmisión sexual. Sin embargo, no se preveía control alguno para los clientes masculinos de las prostitutas.
La International Abolitionist Federation fue fundada por Josephine Butler en Ginebra en 1875. El nombre "abolicionismo" es una referencia deliberada al  movimiento antiesclavista de los Estados Unidos: Butler se opuso a la esclavitud legal y sexual de las mujeres, que ella creía haber culminado en la prostitución y el "tráfico de esclavos blancos".
Estas acciones internacionales se materializan con la redacción del Convenio internacional para la represión del tráfico de esclavos blancos, en París el 4 de mayo de 1910.
La Convención sobre la Eliminación de Todas las Formas de Discriminación contra la Mujer sostiene, en su artículo 6, que los estados partes deberá tomar todas las medidas apropiadas, incluso de carácter legislativo, para suprimir todas las formas de trata de mujeres y explotación en la prostitución de la mujer. Considera que la trata de mujeres y la prostitución forzada son formas de violencia contra las mujeres. Sostiene que las causas fundamentales de la trata con fines de explotación sexual están directamente vinculadas al sistema social de la prostitución. Que la prostitución y la explotación sexual generan el tráfico de personas.  También se afirma que los perpetradores gozan de una impunidad generalizada y que las mujeres son objeto de formas extremas de violencia. Por eso proponen desalentar la demanda sexual como forma de prostitución para desmantelar el sistema que utiliza a las mujeres en situación de vulnerabilidad.
El Convenio para la represión de la trata de personas y de la explotación de la prostitución ajena de Organización de las Naciones Unidas (ONU) establece que los estados no tienen potestad para controlar, perseguir, someter a exámenes médicos, registrar o cobrar impuestos a las personas que estén en situación de prostitución y sí están obligados a perseguir a proxenetas y tratantes, como a generar políticas públicas para quienes quieran salir de la prostitución. También establece que se comprometen a castigar a toda persona que, para satisfacer las pasiones de otra, aun con el consentimiento de tal persona.
Sería anacrónico hablar de abolicionismo antes del compromiso de Josephine Butler en 1870. Sin embargo, es posible identificar, en la historia de las sociedades, corrientes de pensamiento o personajes cuya actitud hacia la prostitución era una forma de abolicionismo antes de tiempo: la condena de la prostitución como institución contraria a la dignidad humana, la negativa a penalizar a las personas prostituidas y la lucha contra la clientela.
La Declaración de Viena sobre la eliminación de la violencia contra la mujer, aprobada por la Organización de Naciones Unidas en 1993, reconoce la prostitución como una forma de violencia contra las mujeres. La trata de personas se ha vuelto un tema prioritario para la Organización Internacional para las Migraciones (OIM), ya que las cifras conocidas dicen que hay cientos de miles de mujeres y niñas que son víctimas de la trata para explotación sexual a través de fronteras internacionales.
La Resolución del Parlamento Europeo del 5 de abril de 2011, sobre prioridades y esbozo de un nuevo marco político para luchar contra la violencia contra las mujeres,  sostiene que, dado que la violencia de género, predominantemente de varones contra mujeres, es un problema estructural y generalizado en toda Europa y, considerando que la violencia contra las mujeres abarca una amplia gama de violaciones de derechos humanos, que incluyen la prostitución y la trata de mujeres y niñas, el Parlamento Europeo reconoce el grave problema de la prostitución en la Unión Europea y solicita que se realicen más estudios sobre la prostitución ya que llama la atención el preocupante aumento de la trata de personas en Europa, e insta a miembros a tomar medidas combatir esa práctica.
Organizaciones que trabajan en derechos humanos y en apoyo a mujeres mujeres prostituidas como la Asociación para Prevención, Reinserción y Atención a la Mujer Prostituida (APRAM) denuncian sin embargo que la prostitución es una forma de esclavitud moderna, que está relacionada de manera habitual con la trata de personas siendo uno de los negocios más lucrativos en Europa con beneficios estimados de 3.000 millones de dólares al año y que la prostitución «no es una expresión de libertad sexual de la mujer, sino que tiene que ver casi siempre con la violencia, la marginación, la dificultad económica y la cultura sexista y patriarcal».

## Por países
En Europa, la mayoría de los estados son abolicionistas.  En Lituania y Rumania, Finlandia, Irlanda del Norte y el Reino Unido, la prostitución es ilegal y son prohibicionistas,
La prostitución está legalizada y regulada en los Países Bajos, Alemania, Austria, Grecia, Hungría y Letonia. Dinamarca, Italia y España adoptaron algunas medidas de reconocimiento jurídico.
En los Países Bajos, la regulación y la legalización aumentó la trata de personas sin mejorar las condiciones de las prostitutas.| En los Países Bajos la trata de personas ha aumentado y dos tercios de las prostitutas son inmigrantes extranjeras en situación de vulnerabilidad. La policía holandesa estima que entre el 50 % y el 90 % de las mujeres del barrio rojo probablemente sean víctimas de la explotación sexual y trata de personas. El estado tiene la premisa de que las trabajadoras y los trabajadores del sexo puedan hacer frente a sus derechos como los demás trabajadores y se arreglan solos, con la consecuencia de las condiciones laborales quedan exclusivamente en mano de los empleadores, es decir, los dueños de los prostíbulos. Las prostitutas ejercen, supuestamente, como autónomas y no en relación de dependencia, por lo que no logran los beneficios del trabajo en blanco. Los burdeles son legales, pero la calidad de vida de las prostitutas no solo no ha mejorado sino que ha desmejorado y la prostitución clandestina sigue existiendo. En los Países Bajos, un estudio mostró que la mayoría de las prostitutas no eran toleradas en las calles por lo que se veían empujadas a ejercer en los prostíbulos, el 95 % de ellas trabajaban sin contrato como autónomas, a pesar de trabajar en prostíbulos y del alto nivel de control de su trabajo por parte de los operadores de dichos prostíbulos, la mayoría de las prostitutas no tenían derecho a ninguna prestación de servicios sociales ni seguridad social ni de salud, y 
el bienestar emocional de ellas había disminuido, según todas las variables que evaluaron por lo que la angustia de las mujeres era mayor. En los Países Bajos, las mujeres continúan con el estigma de puta y el seguro médico lo tienen que pagar en forma privada. Aunque la legalización supuso un mayor control sobre la actividad, la prostitución ilegal sigue siendo mayoritaria y esas mujeres reciben con mayor frecuencia abuso, violencia e insalubridad.
En Grecia, que es un país reglamentarista,  el Estado justifica la intervención en la regulación de la actividad y la obligatoriedad de los controles por motivos de salud pública de seguridad ciudadana, y habilita el ejercicio de la prostitución solamente en prostíbulos registrados. Está prohibido el trabajo sexual sin licencia para ejercerlo. En Grecia la prostitución clandestina continúa funcionando.
Una encuesta realizada en ese país encontró que muchas mujeres jóvenes trabajaban en la industria sexual para escapar de la pobreza,  a causa de un desempleo prolongado, el consumo de drogas y la exclusión social.
Argentina es un país abolicionista en donde las mujeres en situación de prostitución no deben ser perseguidas, la prostitución a título personal no es delito, pero sí lo son el proxenetismo y los burdeles. En los prostíbulos de ejerce de manera clandestina. México sigue el modelo reglamentarista.

## Posición del Parlamento Europeo
El Parlamento Europeo apoya el modelo de la ley sueca y hace un llamado a los gobiernos de los Estados miembros que abordan la prostitución de forma diferente, para que revisen su legislación en base al éxito obtenido por la ley sueca y otros países que han adoptado el modelo nórdico de la prostitución, a partir de un informe del Parlamento Europeo de 2014 que considera que  la manera más efectiva de luchar contra el tráfico de mujeres y mujeres menores de edad con fines de explotación sexual es el modelo aplicado por la ley en Suecia. El Parlamento Europeo puso de relieve los datos que confirman el efecto disuasorio del modelo nórdico sobre la trata de seres humanos hacia Suecia, donde la prostitución y la trata no han aumentado, y la población apoya cada vez más dicho modelo, especialmente los jóvenes, lo que demuestra que la legislación ha provocado un cambio en la actitud general de la población hacia la prostitución:

El efecto de esta legislación en Suecia ha sido espectacular. La población sueca que ejerce la prostitución es la décima parte que en la vecina Dinamarca, donde la compra de servicios sexuales es legal y la población es menor. La ley ha cambiado también la opinión pública. En 1996 el 45 % de las mujeres y el 20 % de los hombres se mostraban a favor de penalizar a los hombres que pagaban por sexo. En 2008, el 79 % de las mujeres y el 60 % de los hombres se mostraban favorable a la ley. Asimismo, la policía sueca confirma que el modelo nórdico tiene un efecto disuasorio en la trata de personas con fines de explotación sexual.

Según un informe del Parlamento Europeo de 2014, el modelo de la ley sueca es la forma más efectiva de combatir el tráfico de mujeres y menores de edad con fines de explotación sexual. La investigación destacó que la ley sueca ha tenido un gran efecto disuasorio en la trata de seres humanos hacia Suecia, y que no ha habido un aumento en la prostitución y la trata en el país. Además, la población, especialmente los jóvenes, está cada vez más a favor de este modelo, lo que demuestra que ha habido un cambio en la actitud general hacia la prostitución gracias a esta legislación.

## Enfoque marxista
Los teóricos marxistas y las feministas socialistas y comunistas se han situado en bloque en contra de la prostitución.
Marx y Engels entendían que era una ignominiosa forma de abuso y violencia contra el sexo femenino.
Engels (1884) sostiene que «desmoraliza mucho más a los hombres que a las mujeres. La prostitución, entre las mujeres, no degrada sino a las infelices que caen en sus garras y aun a estas en grado mucho menor de lo que suele creerse. En cambio, envilece el carácter del sexo masculino entero» esto es, que no puede ser considerado un trabajo sino una forma de violencia que envilece también la humanidad de los varones.
Pero no es esta la única vez que Engels se manifiesta al respecto. En Principios del comunismo sostiene: 

La comunidad de las mujeres es un fenómeno que pertenece enteramente a la sociedad burguesa y existe hoy plenamente bajo la forma de prostitución. Pero la prostitución descansa en la propiedad privada y desaparecerá junto con ella. Por consiguiente, la organización comunista, en lugar de implantar una comunidad de mujeres, la suprimirá.

Para Engels la existencia de la prostitución es absolutamente incompatible con los principios comunistas porque supone una dominación y una explotación de personas convertidas en objetos, negando su dignidad, autonomía y humanidad.
Marx y Engels también defienden la abolición conjunta de los sistemas prostibularios y de propiedad burguesa en el propio Manifiesto comunista, donde afirman que «fácil es comprender que, al abolirse el régimen actual de producción, desaparecerá con él el sistema de comunidad de la mujer que engendra, y que se refugia en la prostitución, en la oficial y en la encubierta.»(Marx y Engels, 1848)

## Críticas al modelo abolicionista
Quienes proponen el regulacionismo de la prostitución cuestionan al modelo abolicionista porque consideran que lo que llaman trabajo sexual está mal visto por un tema moral, de puritanismo y que negarle a la actividad su condición y dignidad de trabajo es una violencia simbólica contra las mujeres que, según los regulacionista, eligirían vivir libremente su propia sexualidad. Los que apoyan el regulacionismo insisten en la capacidad de las mujeres de decidir libremente sobre lo que quieren hacer con su cuerpo y sobre su sexualidad, que el trabajo sexual es voluntario y la mujer decide en total libertad del uso que quiere hacer de su cuerpo, que no todo trabajo sexual es trabajo forzado, mientras que los abolicionistas consideran que el acuerdo para vender sexo nunca puede ser voluntario ya que y que, por lo tanto, la prostitución en general equivale a la explotación sexual.
Según la ONG  Human Rights Watch, las leyes basadas en el modelo del abolicionismo sueco aumentarían la violencia sexual, los homicidios, la situación de calle y el hostigamiento policial contra trabajadoras y trabajadores sexuales: y las leyes para “terminar con la demanda” o basadas en el “modelo nórdico”  hacen  sea más difícil para las trabajadoras sexuales encontrar lugares seguros donde trabajar, sindicalizarse, trabajar juntas, protegerse entre sí, defender sus derechos y acceder a servicios de salud y las expone a violencia física y sexual cada vez más feroz por parte de policías y agresores, porque sus clientes siguen estando criminalizados. El abolicionismo es criticado porque, según ellos, implicaría la criminalización de las trabajadoras sexuales y porque en algunos países abolicionistas, como Suecia, Noruega o Irlanda, las trabajadoras sexuales sufrirían deportaciones, desahucios e incluso penas de prisión gracias a las leyes abolicionistas.
Según la ONG Amnistía Internacional, sancionar la demanda de prostitución empuja a las trabajadoras sexuales a la clandestinidad y empeora su estigma. La GAATW (Global Alliance Against Traffic in Women), afirma que la abolición del comercio sexual no resolverá las condiciones que originan la trata de blancas.  Esta organización pide la mejora de las condiciones de trabajo mediante la despenalización de la prostitución (modelo neozelandés), para reducir los contagios de enfermedades como el VIH, y dar acceso de las trabajadoras sexuales a los programas de prevención de enfermedades de transmisión sexual (ETS).
Manuel  Bagues escribió  enel blog de economía Nada es gratis que la despenalización de la prostitución tuvo el efecto de disminuir los delitos sexuales.
Según Raj Redlich, twittero activista de los derechos del trabajo sexual, en Irlanda, país abolicionista, cerca del 56 % de trabajadoras sexuales habría declaradro que las leyes abolicionistas han vuelto su trabajo más peligroso, mientras que en Nueva Zelanda, país que aplicó la despenalización de la prostitución, más del 90 % de trabajadoras sexuales habrían asegurado que la despenalización les ha permitido acceder a derechos que antes no tenían.
Clara Serra, política  responsable del Área de Mujer e Igualdad del Consejo Ciudadano estatal de Podemos, criticó el modelo abolicionista, con el argumento de que «¿va a seguir el abolicionismo contribuyendo a la histórica y patriarcal estigmatización de las prostitutas?».
Durante la crisis por el coronavirus (COVID-19) de 2020, María José Barrera, del Colectivo de Prostitutas de Sevilla y Mariano Beltrán, activista a favor de los derechos del colectivo LGTBI, afirmaron que «los derechos humanos de las trabajadoras y trabajadores sexuales tienen que ser no solo defendidos, sino también promocionados. Y en esa defensa de la dignidad, el abolicionismo ni está ni se le espera; las posturas abolicionistas no hacen otra cosa que ahondar en el estigma, no hacen otra cosa que no sea hacer un poco más profunda la brecha que separa a las putas del resto de la sociedad. , precisamente porque nos posicionamos en contra de la trata, apoyamos la despenalización real y efectiva del trabajo sexual.».
La OMS, afirman que quienes ejercen la prostitución tienen un riesgo de contagio de VIH y otras ETS mucho mayor que otras personas y propone despenalizar la prostitución para reducir el VIH.
Según Rosa Montero, equiparar prostitución a trata es una equivocación, pocos grupos sociales sufren una discriminación tan absoluta como las prostitutas y el abolicionismo  discriminaría sus derechos a prostituirse y no debe penalizarse el sexo.
Según Ann Jordan, el gobierno de Suecia aún no ha aportado una demostración estadística que concluya que la ley ha supuesto una disminución del número de hombres que pagan por sexo, así como una reducción de la trata con fines de explotación sexual.
Según Pye Jakobsson, co-fundadora de la Alianza Rosa de Suecia, un grupo de defensa de los derechos de las prostitutas, «Se supone que no deberíamos de existir. Para los suecos esto es un grave caso de identidad intolerable. A ellos les encanta ser la brújula moral del mundo». En 2016, la policía de Estocolmo habría informado que los trabajadores sexuales de Suecia estarían usando, al menos, 200 apartamentos de Airbnb y otros servicios de subarrendamiento, para eludir la ley abolicionista y prestar sus servicios sexuales pagos.
Un informe del Parlamento de Gram Bretaña de 2016 colectó opiniones de  Action for Trans Health, una red del Reino Unido que hace campaña por los derechos de atención médica de las personas trans,que  argumentó que em el sexo trans las trabajadoras sexuales eran particularmente vulnerables y que la criminalización de los clientes significaría
que las trabajadoras sexuales se verían obligadas a adoptar prácticas inseguras para garantizar que sus clientes no fueran arrestados mientras estaban trabajando.
Según Marta Arce, en Francia, el año 2021, coincidiendo con el quinto aniversario de la entrada en vigor de la ley prohibicionista de la prostitución, el Ministerio del Interior francés realizó un informe para evaluar cómo estaba funcionando la medida. Los resultados fueron sumamente decepcionantes: la prostitución sigue existiendo, el negocio se ha fugado a Internet y la precariedad de las que trabajan en las calles ha aumentado. Según Silvia Ayuso, la ley contra la prostitución en Francia fracasó. Desde las asociaciones de apoyo a las trabajadoras sexuales, argumentan que no se trata de más o menos dinero, sino de un planteamiento de base equivocado, reclamando desde hace años la retirada total de la ley que, afirman, solo ha contribuido a estigmatizar y precarizar más a unas personas tradicionalmente sumidas en la marginación social. “No celebramos este aniversario, deploramos que, cinco años después, nos veamos obligados a recordar que todo lo que pasa lo habíamos previsto y que prevenimos de ello a los parlamentarios”, dijo Irène Aboudaram, de Médicos del Mundo Francia.
En Francia, país abolicionista desde 2016, varias organizaciones de ayuda a las prostitutas, así como Médicos del Mundo Francia, se han manifestado en contra de la nueva ley abolicionista. Argumentan que la ley se anuncia como protectora pero no protege, deteriorando las condiciones de trabajo de las prostitutas. Según el diario francés Le Figaro, el problema es que, para mantener y proteger a su clientela, las prostitutas se han visto obligadas a "esconderse aún más", exponiéndose "a mayores riesgos".
Paula Sánchez, del Colectivo Hetaira, asegura  que «cuando se cuestiona el modelo sueco [abolicionista] automáticamente se pasa a señalar los horrores del modelo alemán [regulacionista], porque como el bipartidismo español, o eres de uno o eres del otro. Pues miren, en algo estamos de acuerdo: no queremos una regulación, queremos derechos, preferimos el modelo neozelandés».
En Suecia, que ilegalizó la compra de servicios sexuales en 1999, ha habido protestas contra la ley, especialmente después del asesinato de Eva Marree Kullander Smith. Los servicios sociales suecos retiraron a Eva la custodia de sus hijos por ejercer la prostitución, incluso aunque su expareja había mostrado ya comportamientos amenazantes. Poco después, en julio de 2013, Eva era asesinada en presencia de las trabajadoras sociales por su expareja mientras visitaba a sus hijos. El documental francés Là où les putains n'existent pas ("Donde las putas no existen") describe el caso de Eva.
En Noruega, las organizaciones de ayuda a las prostitutas critican la ley abolicionista de 2009, alegando que las empuja a la clandestinidad y aumenta su exposición a amenazas y actos violentos.